# آلبمرل
آلبمرل (انگلیسی: Albemarle) شرکت صنایع شیمیایی آمریکایی است، که در سال ۱۹۹۴ تأسیس شد.